# 75e régiment d'infanterie (France)
Pour les articles homonymes, voir 75e régiment.

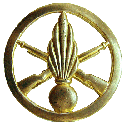
insigne de béret d'infanterie

Le 75e régiment d'infanterie (75e RI) est un régiment d'infanterie de l'Armée de terre française créé sous la Révolution à partir du régiment de Monsieur, un régiment français d'Ancien Régime.

## Création et différentes dénominations
- 1674 : Création sous le nom de Monsieur
- 1684 : Prend le nom de Régiment de Provence
- 1774 : Changé en Régiment de Monsieur
- 1er janvier 1791 : Prend le numéro 75 et devient le 75e Régiment d'Infanterie ci-devant Monsieur
- 1793 : le 1er bataillon du 75e régiment d'infanterie (ci-devant Monsieur) est amalgamé dans la 139e demi-brigade de première formation avec les unités suivantes :
  - Une partie de la garnison faite prisonnière à Mannheim lors de la reprise de la ville par les Autrichiens.
  - 3e bataillon de volontaires d'Indre-et-Loire
  - 5e bataillon de volontaires de Seine-et-Marne
- 28 juin 1794 : le 2e bataillon du 75e régiment d'infanterie (ci-devant Monsieur) est amalgamé dans la 140e demi-brigade de première formation avec les unités suivantes :
  - 3e bataillon de volontaires du Doubs
  - 11e bataillon de volontaires du Jura
- 1796 : Création de la 75e demi-brigade de deuxième formation, à partir des unités suivantes :
  - 70e demi-brigade de première formation (2e bataillon du 35e régiment d'infanterie (ci-devant Aquitaine), 1er bataillon de volontaires des Landes et 1er bataillon de volontaires de l'Ardèche)
  - 117e demi-brigade de première formation (1er bataillon du 59e régiment d'infanterie (ci-devant Bourgogne), 1er bataillon de volontaires de la Haute-Loire et 2e bataillon de volontaires de la Côte-d'Or)
  - 152e demi-brigade de première formation (2e bataillon du 81e régiment d'infanterie (ci-devant Saintonge), 7e bataillon de volontaires de la Marne et 6e bataillon de volontaires du Bas-Rhin)
  - 1re compagnie de grenadiers de la 26e demi-brigade de première formation (2e bataillon du 13e régiment d'infanterie (ci-devant Bourbonnais), 4e bataillon de volontaires de la Manche et 9e bataillon de volontaires de Seine-et-Oise)
- 24 septembre 1803 : Reprend le nom de 75e régiment d'infanterie de ligne
- 12 mai 1814 : Le 75e régiment d'infanterie prend le no 67
- 1er mars 1815 : un décret de Napoléon Ier rend aux anciens régiments d'infanterie de ligne les numéros qu'ils avaient perdus.
- 16 juillet 1815 : comme l'ensemble de l'armée napoléonienne, il est licencié.
- 11 août 1815 : création de la 75e légion de la Seine-Inférieure ;
- 1820 : Le numéro 75 n'est pas attribué (60 régiments d'infanterie formés)
- 29 septembre 1840 : Formation du 75e régiment d'infanterie de ligne
- 1914 : À la mobilisation, août 1914 à novembre 1918 affecté à la 53e B.I, 27e D.I, 14e corps d'armée, il donne naissance au 275erégiment d'Infanterie qui sera dissous le 1er juin 1916.
- 1924 : Dissolution le 1er janvier à Romans
- 1939 : Le 75e régiment d'infanterie est recréé sous le nom de 75e DBAF (Demi brigade alpine de forteresse)
- 1940 : Le régiment est dissous.
- 1966 : Le régiment est reformé.
- 1984 : Le régiment est dissous à Valence.

## Colonels/chefs de brigade
- 1791[1] : Vincent d'Auriol - Colonel (*)

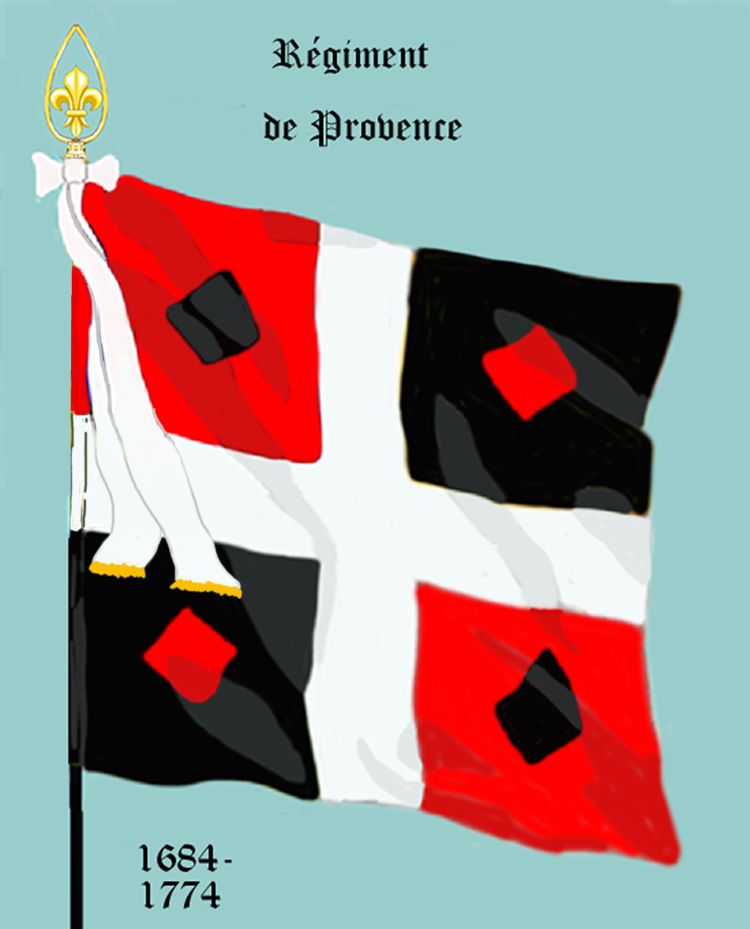
Drapeau du régiment

- 1791 : Thomas Le Forestier - Colonel
- 1792 : Paul Daules Laroque - Colonel
- 1795 : Morel (?) - Chef-de-Brigade
- 1796 : Jacques-Antoine de Chambarlhac de Laubespin - Chef-de-Brigade (**)
- 1796 : Antoine Maugras - Chef-de-Brigade (*)
- 1800 : François L'Huillier - Chef-de-Brigade puis Colonel en 1803 (**)
- 1807 : Charles-Joseph Buquet - Colonel (*)
- 1809 : Étienne François Rocbert de Lamorendière-Ducoudray - Colonel (*)
- 1814 : François Cressent Petel - Colonel
- 1814 : Pierre Mativet - Colonel
- 1869 - 1870 colonel Amadieu
- 1878 - 1884 colonel J.T.Keiser (*)
- 1888 - 1893 colonel Gustave Pédoya
- 1893 - 1895 colonel Payerne
- 1895 - 1900 colonel Joly
- 1900 - 1904 colonel Terris
- 1904 - 1908 colonel Gruau
- 1908 - 1912 colonel Pierrot
- 1912 - 1914 colonel Jean Pierre Camille Nautré (MPLF en 1914)
- 1915 - 1916 colonel Putois.
- 1917 - 1918 Lieutenant-colonel Pierre Flye Sainte-Marie (*)
- 1966 - 1968 Colonel Raoux.
- 1982 -…Colonel Michel Flye Sainte Marie (*)

 (*) Ces officiers sont devenus par la suite généraux de brigade.

(**) Ces officiers sont devenus par la suite généraux de division 
Colonels tués et blessés pendant qu'il commandait le 75e régiment d'infanterie de ligne pendant cette période :
- Colonel L'Huillier: blessés le 21 mars 1801, le 2 décembre 1805, et le 6 février 1807
- Colonel Buquet: blessés le 10 juin 1807 et le 28 juillet 1809

Officiers tués et blessés pendant qu'il servait dans le 75e régiment d'infanterie (entre 1804-1815) :
- Officiers tués: 22
- Officiers morts des suites de leurs blessures: 17
- Officiers blessés: 129

## Historique des garnisons, combats et bataille du75eRI

### Ancien Régime
- 1720 : en Provence, participe au cordon sanitaire mis en place pour limiter la propagation de la peste de 1720

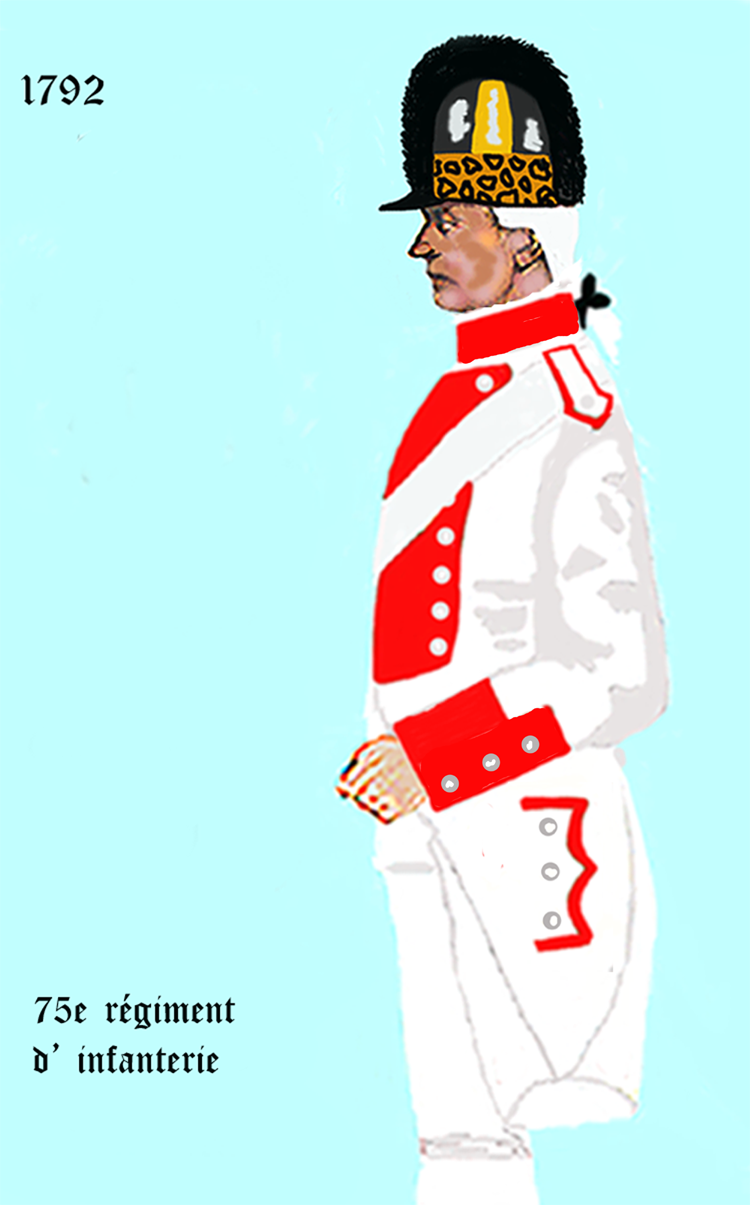
Uniforme du régiment par décret d'application de 15 janvier 1792

### Guerres de la Révolution et de l'Empire

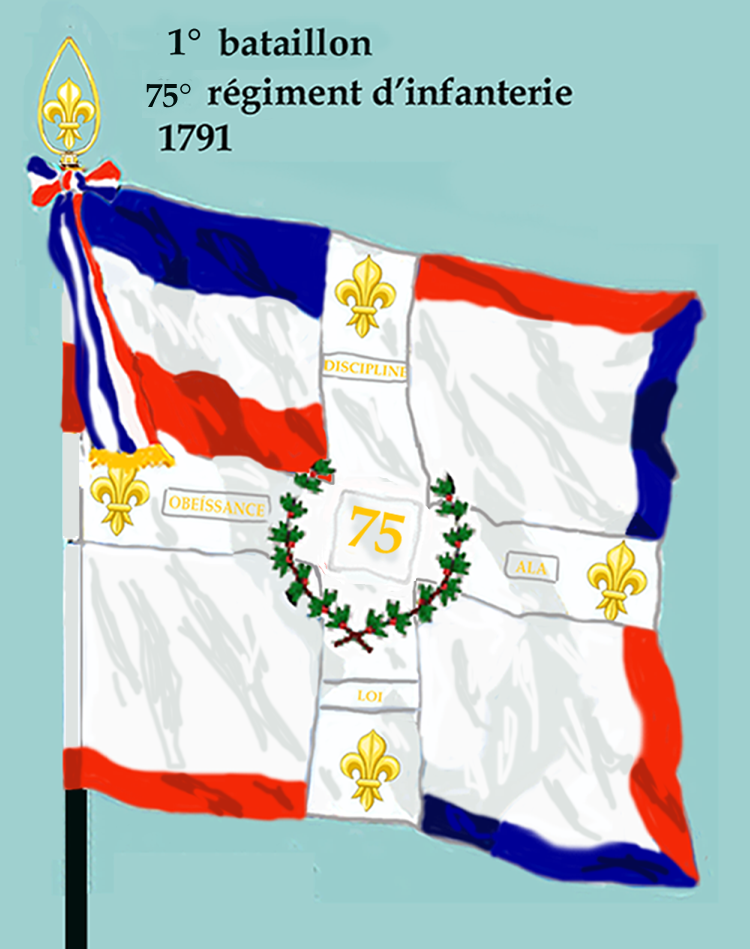
Drapeau du 1er bataillon du 75e régiment d'infanterie de ligne de 1791 à 1793
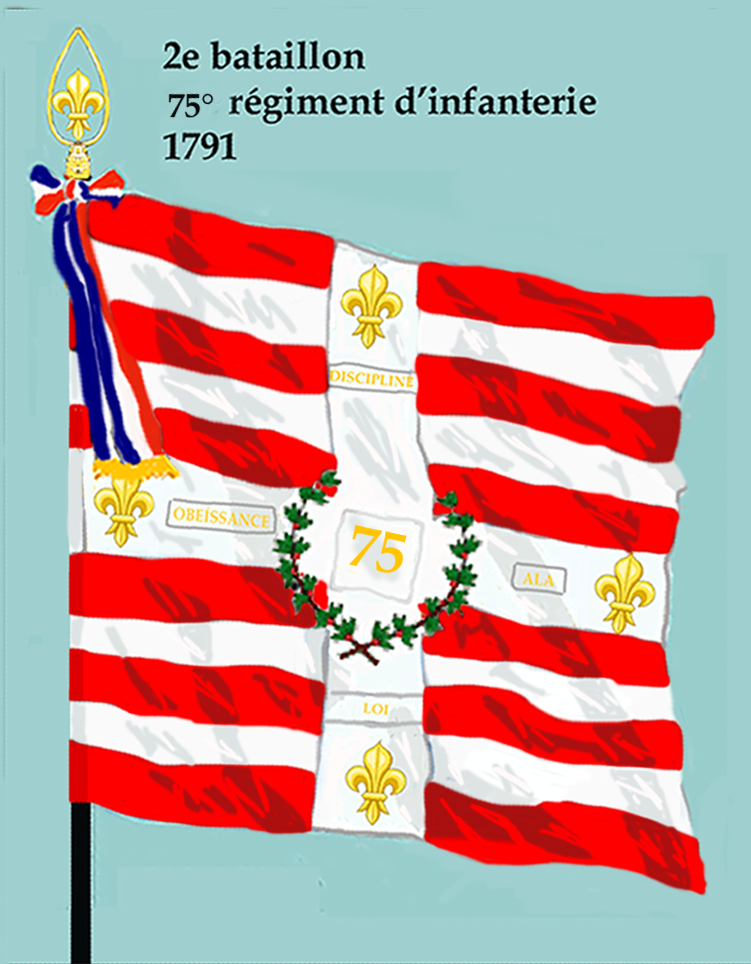
Drapeau du 2e bataillon du 75e régiment d'infanterie de ligne de 1791 à 1793

- 1792
  - Armée des Alpes
- 1793 :
  - Brumath,
  - Gambsheim,
  - 26 décembre : 2e bataille de Wissembourg,
  - Lauterbourg
- 1795 :
  - Bataille de Loano
- 1796 :
  - Bataille du pont d'Arcole,
  - Bataille de Rivoli,
  - La Favorite,
  - Bataille de Montenotte,
  - Bataille de Millesimo,
  - La Bormida,
  - Bataille de Lodi,
  - Bassano,
  - Bataille de Caldiero,
  - Casa-Vola,
- 1797 :
  - Tagliemento,
  - Tarvis,
  - Mantoue,
  - Saint-Michel
- 1798 :
  - Armée d'Orient (campagne d'Égypte)
  - 3 thermidor An VI : bataille des Pyramides
- 1799 :
  - Bataille d'Aboukir,
  - Bataille d'El Arisch,
  - Bataille du Mont-Thabor,
  - Alexandrie,
  - Jaffa
- 1800 :
  - Bataille d'Héliopolis
- 1803 : ordre à la 75e demi-brigade de ligne de se rendre à Valenciennes (partie le 12 fructidor).
- 1805 :
  - Bataille d'Ulm
  - Combat de Memmingen
  - 2 décembre : bataille d'Austerlitz
- 1806 :
  - Bataille d'Iéna
- 1807 :
  - Hoff,
  - 8 février : bataille d'Eylau
  - Heilsberg
  - Dantzig
- 1809 :
  - Talavera-de-la-Reyna
  - Almonacid
- 1810 :
  - Juncler
- 1811 :
  - Alcala-de-Henares
- 1812 :
  - Villalba
- 1813 :
  - Bataille de Vittoria,
  - Bataille de Maya,
  - Siège de Pampelune
  - Vera
- 1813 :
  - Bataille de Lutzen,
  - Bataille de Wurschen,
  - Bataille de Dresde,
  - Bataille de Buntzlau
- 1814 : Guerre d'indépendance espagnole
  - 27 février : bataille d'Orthez
  - Vic-Bigorre
  - Bataille de Toulouse

### 1815 à 1852
- 1815 : Namur, Waterloo (Texte du recueil du 75e de ligne : La division Teste ne prit pas part à la bataille de Waterloo, le 18 juin, car, placée sous les ordres du maréchal Grouchy, elle s'était portée à Lisnale avec ordre de traverser la Dyle, et, de là, se diriger sur Mont-Saint-Jean. Quand elle arriva à proximité du champ de bataille, la retraite était déjà commencée. Grouchy suspendit alors sa marche sur Bruxelles et effectua un mouvement rétrograde en deux colonnes; la 21e division se trouva avec le corps de Vandamme, qui, atteint par la nuit à environ une lieue et demie de Namur, s'établit au bivouac.).

### Second Empire
- 1854 : Kabylie
- 1859 et 1860 : il est en Italie

### 1870 à 1914
- Guerre franco-allemande de 1870
  - Bataille de Vionville
  - Bataille de Saint-Privat
  - Bataille de Roncourt
  - 7 octobre : Bataille de Bellevue
  - Le 16 août 1870, le 4e bataillon, formé, pour la plupart, de nouveaux arrivants, quitte le dépôt pour créer le 11e régiment de marche qui formera la 2e brigade de la 2e division du 13e corps d'armée[2]

### Première Guerre mondiale
Casernement en 1914 : Romans ; 53e brigade d'infanterie ; 27e division d'infanterie ; 14e Corps d'armée.

#### 1914
Mobilisation à Romans-sur-Isère.
Le 10 septembre dans la Meuse (département), dans les tranchés à Vaux-Marie Combats de Vaux-Marie.

#### 1915
- Mars : le dépôt du 75e RI forme une compagnie du 414e régiment d'infanterie.
- Hébuterne,
- 25 septembre-6 octobre : seconde bataille de Champagne

#### 1916
Bataille de Verdun : Fort de Douaumont, la Laufée, Fort de Vaux, le Chesnois.

#### 1917

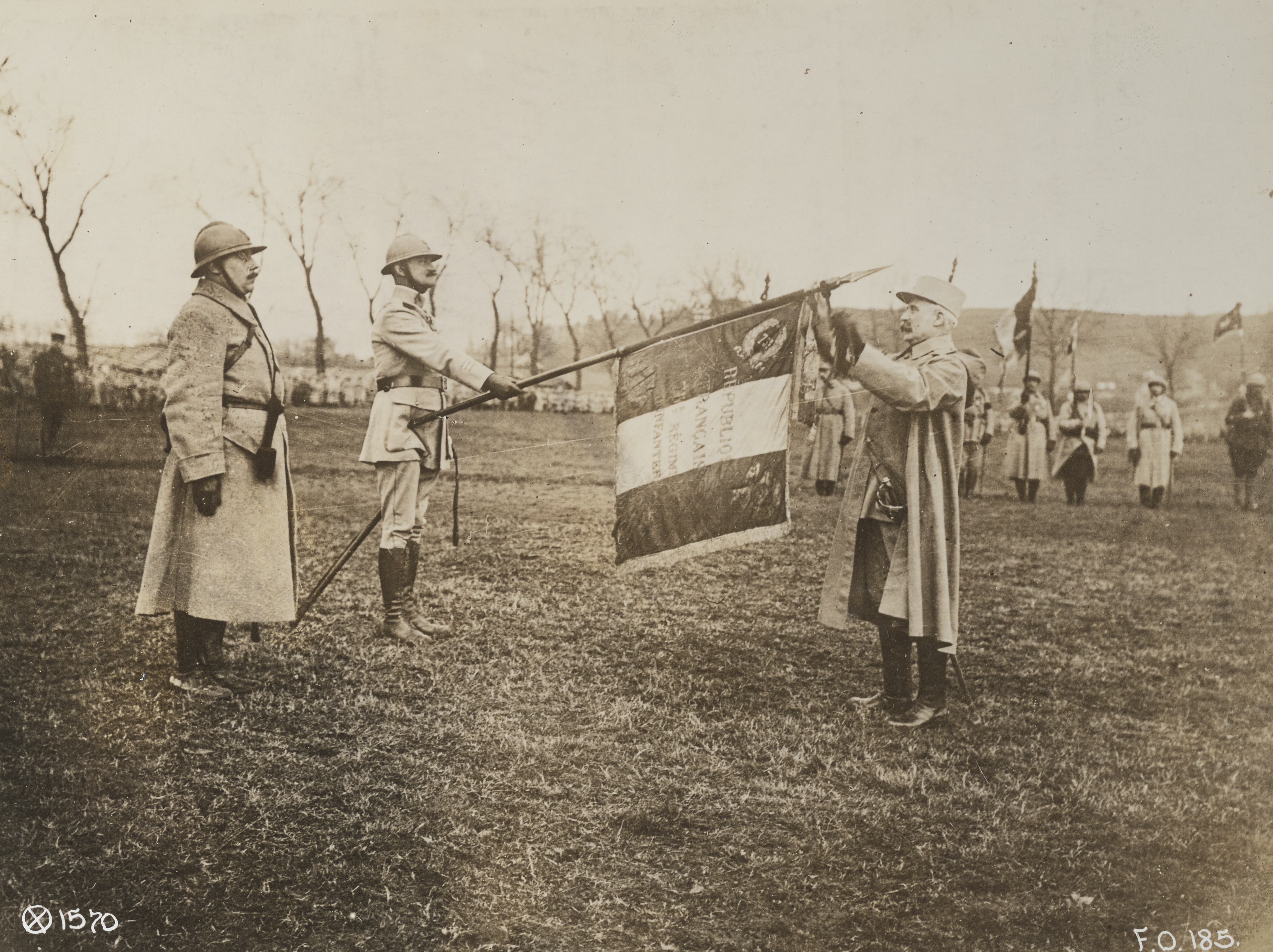
Le drapeau du régiment décoré par le général Pétain le 10 11 1917.

Bataille de la Malmaison

### Entre-deux-guerres
En 1924 le régiment est dissous le 1er janvier à Romans.

### Seconde Guerre mondiale
Reformé le 24 août 1939 pour le secteur fortifié du Dauphiné sous le nom de 75e DBAF (demi-brigade alpine de forteresse). Constituée de deux bataillons alpins de forteresse (92e et 102e BAF), la demi-brigade, de réserve A, est mise sur pied par le centre mobilisateur d'infanterie 144. La demi-brigade combat en juin 1940 pendant l'offensive italienne, bloquée notamment par des tirs depuis l'ouvrage des Aittes.

### De 1945 à nos jours
Le 75e R.I. a été dissous en 1984 et il était basé à Valence. Le Drapeau est actuellement depuis la dissolution du régiment à Vincennes dans la pièce "la Retonde des Drapeaux".

## Drapeau
Il porte, cousues en lettres d'or dans ses plis, les inscriptions suivantes :
- Caldiero 1796
- Austerlitz 1805
- Iéna 1806
- Kabylie 1857
- Champagne 1915
- Verdun 1916
- La Malmaison 1917

## Décorations
Sa cravate est décorée de la Croix de guerre 1914-1918  avec deux citations à l'ordre de l'armée.
Il a le droit au port de la fourragère aux couleurs de la croix de guerre 1914-1918.

## Personnalités ayant servi au75eRI
- Jacques-Antoine de Chambarlhac de Laubespin (1754-1826), chef de brigade de la 75e demi-brigade d'infanterie de deuxième formation
- Louis Marion Jacquet (1769-1820)
- Thomas Prosper Jullien (1773-1798), capitaine de la 75e demi-brigade d'infanterie de deuxième formation en 1796 puis aide de camp de Bonaparte en 1798.
- Régis Barthélemy Mouton-Duvernet (1770-1816), chef de bataillon
- Eugène Pic (1895-1917), écrivain, sous-lieutenant au régiment. Son nom est inscrit au Panthéon parmi les 560 écrivains morts au champ d'honneur pendant la Première Guerre mondiale.

## Sources et bibliographie
- Cinq siècles d'infanterie française par le général Craplet.
- À partir du Recueil d'historiques de l'infanterie française (général Andolenko - Eurimprim 1969).
- Juillard, Historique du 75e d'infanterie : campagne 1914-1918, Berger-Levrault, 1920 (lire en ligne)
- Louis Susane, Histoire de l'ancienne infanterie française, tome 7, Corréard, Paris, 1853, p. 32-44